# Filosofia de Friedrich Nietzsche

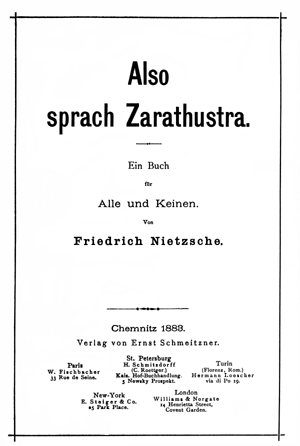
A capa da primeira parte da primeira edição de Assim falou Zaratustra.

Friedrich Nietzsche desenvolveu sua filosofia, por vezes referida como nietzscheanismo, ou ainda, nitianismo, durante o final do século XIX. Ele deveu o despertar de seu interesse filosófico à leitura de Die Welt als Wille und Vorstellung de Arthur Schopenhauer (O mundo como vontade e representação, 1819, revisado em 1844) e disse que Schopenhauer foi um dos poucos pensadores que ele respeitou, dedicando-se a ele seu ensaio Schopenhauer als Erzieher (Schopenhauer como Educador), publicado em 1874 como uma de suas Meditações Intempestivas.
Desde o início do século XX, a filosofia de Nietzsche teve grande influência intelectual e política em todo o mundo. Nietzsche aplicou-se a tópicos como moralidade, religião, epistemologia, psicologia, ontologia e crítica social. Por causa do estilo evocativo de Nietzsche e de suas alegações frequentemente ultrajantes, sua filosofia gera reações apaixonadas que vão do amor ao desgosto. Nietzsche observou em seu Ecce Homo autobiográfico que sua filosofia se desenvolveu e evoluiu ao longo do tempo, então os intérpretes acharam difícil relacionar os conceitos centrais de uma obra aos centrais de outra, por exemplo, o pensamento da recorrência eterna aparece fortemente em Also sprach Zarathustra (Assim falou Zaratustra), mas está quase totalmente ausente de seu próximo livro, Além do Bem e do Mal. Soma-se a esse desafio o fato de Nietzsche não parecer preocupado em desenvolver seu pensamento em um sistema, chegando mesmo a desacreditar a tentativa de Além do Bem e do Mal.
Temas comuns em seu pensamento podem, no entanto, ser identificados e discutidos. Seus primeiros trabalhos enfatizaram a oposição dos impulsos apolíneos e dionisíacos na arte, e a figura de Dioniso continuou a desempenhar um papel em seu pensamento subsequente. Outras correntes importantes incluem a vontade de poder, a afirmação de que Deus está morto, a distinção entre moralidades senhor e escravo e perspectivismo radical. Outros conceitos aparecem raramente, ou estão confinados a uma ou duas obras principais, mas são considerados peças centrais da filosofia nietzschiana, como o Übermensch e o pensamento da recorrência eterna. Seus trabalhos posteriores envolveram um ataque contínuo ao Cristianismo e à moralidade cristã, e ele parecia estar trabalhando em direção ao que chamou de transvaloração dos valores (Umwertung aller Werte). Enquanto Nietzsche é frequentemente associado na mente do público com fatalismo e niilismo, o próprio Nietzsche viu seu projeto como uma tentativa de superar o pessimismo de Arthur Schopenhauer.

## Niilismo e Deus estão mortos
Nietzsche via o niilismo como o resultado de repetidas frustrações na busca pelo significado da religião. Ele diagnosticou o niilismo como uma presença latente nos próprios fundamentos da cultura europeia e o viu como um destino necessário e próximo. A cosmovisão religiosa já havia sofrido uma série de desafios de perspectivas contrárias baseadas no ceticismo filosófico e na teoria evolucionária e heliocêntrica da ciência moderna. Nietzsche viu essa condição intelectual como um novo desafio para a cultura europeia, que se estendeu além de uma espécie de ponto-sem-retorno. Nietzsche conceitua isso com a famosa declaração "Deus está morto", que apareceu pela primeira vez em sua obra na seção 108 de A Gaia Ciência, novamente na seção 125 com a parábola "O louco", e ainda mais famosa em Assim falou Zaratustra. A declaração, normalmente colocada entre aspas, acentuou a crise que Nietzsche argumentou que a cultura ocidental deve enfrentar e transcender na esteira da dissolução irreparável de suas fundações tradicionais, ancoradas em grande parte na filosofia grega clássica e no cristianismo. Nos aforismos 55 e 56 de Além do bem e do mal, Nietzsche fala sobre a escada da crueldade religiosa que sugere como o niilismo emergiu da consciência intelectual do cristianismo. Niilismo é sacrificar o significado que "Deus" traz para nossas vidas, por "matéria e movimento", física, "verdade objetiva". No aforismo 56, ele explica como emergir da absoluta falta de sentido da vida, reafirmando-a por meio da ideia de Nietzsche de Retorno Eterno.

## Cristianismo e moralidade
Em O Anticristo, Nietzsche luta contra a maneira como o Cristianismo se tornou uma ideologia defendida por instituições como as igrejas, e como as igrejas falharam em representar a vida de Jesus. Nietzsche acha importante distinguir entre a religião do Cristianismo e a pessoa de Jesus. Nietzsche atacou a religião cristã, representada por igrejas e instituições, pelo que chamou de sua "transvalorazação" de valores instintivos saudáveis. A transvaloração consiste no processo pelo qual se pode ver o significado de um conceito ou ideologia de um contexto "superior". Nietzsche foi além dos pensadores agnósticos e ateus do Iluminismo, que simplesmente consideravam o Cristianismo falso. Ele afirmou que o apóstolo Paulo pode ter propagado deliberadamente o cristianismo como uma religião subversiva (uma "arma de guerra psicológica") dentro do Império Romano como uma forma de vingança encoberta pela destruição romana de Jerusalém e do Segundo Templo em 71 d.C. durante o período judaico Guerra de 66–73 d.C. Nietzsche contrasta os cristãos com Jesus, a quem considerava um indivíduo único, e argumenta que estabeleceu suas próprias avaliações morais. Assim, Jesus representa uma espécie de passo em direção à sua idealização do Übermensch. Em última análise, porém, Nietzsche afirma que, ao contrário do Übermensch, que abraça a vida, Jesus negou a realidade em favor de seu "reino de Deus". A recusa de Jesus em se defender, e a morte subsequente, seguiram-se logicamente a esse desligamento total. Nietzsche vai além para analisar a história do Cristianismo, descobrindo que ela distorceu progressivamente os ensinamentos de Jesus mais e mais. Ele critica os primeiros cristãos por transformarem Jesus em um mártir e a vida de Jesus na história da redenção da humanidade para dominar as massas, e considera os apóstolos covardes, vulgares e ressentidos. Ele argumenta que gerações sucessivas entenderam mal a vida de Jesus à medida que a influência do Cristianismo crescia. Nietzsche também criticou o cristianismo por demonizar o florescimento na vida e glorificar uma vida apática. No século 19, conclui Nietzsche, o cristianismo havia se tornado tão mundano a ponto de parodiar a si mesmo - uma inversão total de uma visão de mundo que era, no início, niilista, implicando assim a "morte de Deus".

### Moralidade de mestre e moralidade de escravo
Nietzsche argumentou que existiam dois tipos de moralidade: uma moralidade mestre que surge ativamente do "nobre" e uma moralidade escrava que se desenvolve reativamente dentro do homem fraco. Essas duas moralidades não apresentam inversões simples uma da outra. Eles formam dois sistemas de valores diferentes: a moralidade mestre ajusta as ações em uma escala de consequências "boas" ou "más", enquanto a moralidade escrava ajusta as ações em uma escala de intenções "boas" ou "más". Surpreendentemente, ele desprezou ambos, embora o primeiro claramente menos do que o segundo.

## OWille zur Machte o pensamento da recorrência eterna
Desde Martin Heidegger, pelo menos, os conceitos de vontade de poder (Wille zur Macht), de Übermensch e do pensamento de Recorrência Eterna estão inextricavelmente ligados. Segundo a interpretação de Heidegger, um não pode ser pensado sem os outros. Durante a Alemanha nazista, Alfred Baeumler tentou separar os conceitos, alegando que a recorrência eterna era apenas uma "experiência existencial" que, se levada a sério, colocaria em risco a possibilidade de uma "vontade de poder" — deliberadamente mal interpretada, pelos nazistas, como uma "vontade de dominação". Baeumler tentou interpretar a "vontade de poder" ao longo das linhas do darwinismo social, uma interpretação refutada por Heidegger em seus cursos da década de 1930 sobre Nietzsche.
O termo Wille zur Macht apareceu pela primeira vez no fragmento póstumo 23 [63] de 1876-1877. Embora a leitura de Heidegger tenha se tornado predominante entre os comentaristas, alguns a criticaram: Mazzino Montinari ao declarar que estava forjando a figura de um "Nietzsche macroscópico", alheio a todas as suas nuances.

### A vontade de poder
"Vontade de poder" (Wille zur Macht) é o nome de um conceito criado por Nietzsche; o título de um livro projetado que ele finalmente decidiu não escrever; e o título de um livro compilado de seus cadernos e publicado postumamente e sob circunstâncias suspeitas por sua irmã e Peter Gast.
A obra consiste em quatro livros separados, intitulados "Niilismo europeu", "Crítica dos valores mais elevados até agora", "Princípios de uma nova avaliação" e "Disciplina e criação". Dentro desses livros, há cerca de 1.067 pequenas seções, geralmente na forma de um círculo, e às vezes apenas uma frase-chave—como seus comentários iniciais na primeira monstruosidade do prefácio: "Do que é grande, deve-se calar ou falar grandeza. Com grandeza—isso significa cinicamente e com inocência."
Apesar das falsificações de Elisabeth Förster-Nietzsche (destacadas em 1937 por Georges Bataille e comprovadas na década de 1960 pela edição completa dos fragmentos póstumos de Nietzsche por Mazzino Montinari e Giorgio Colli), suas notas, mesmo na forma dada por sua irmã, permanecem um insight fundamental sobre a filosofia de Nietzsche e sua transvaloração inacabada de todos os valores. Uma edição em inglês da obra de Montinari & Colli está para breve (existe há décadas em italiano, alemão e francês).

### Übermensch

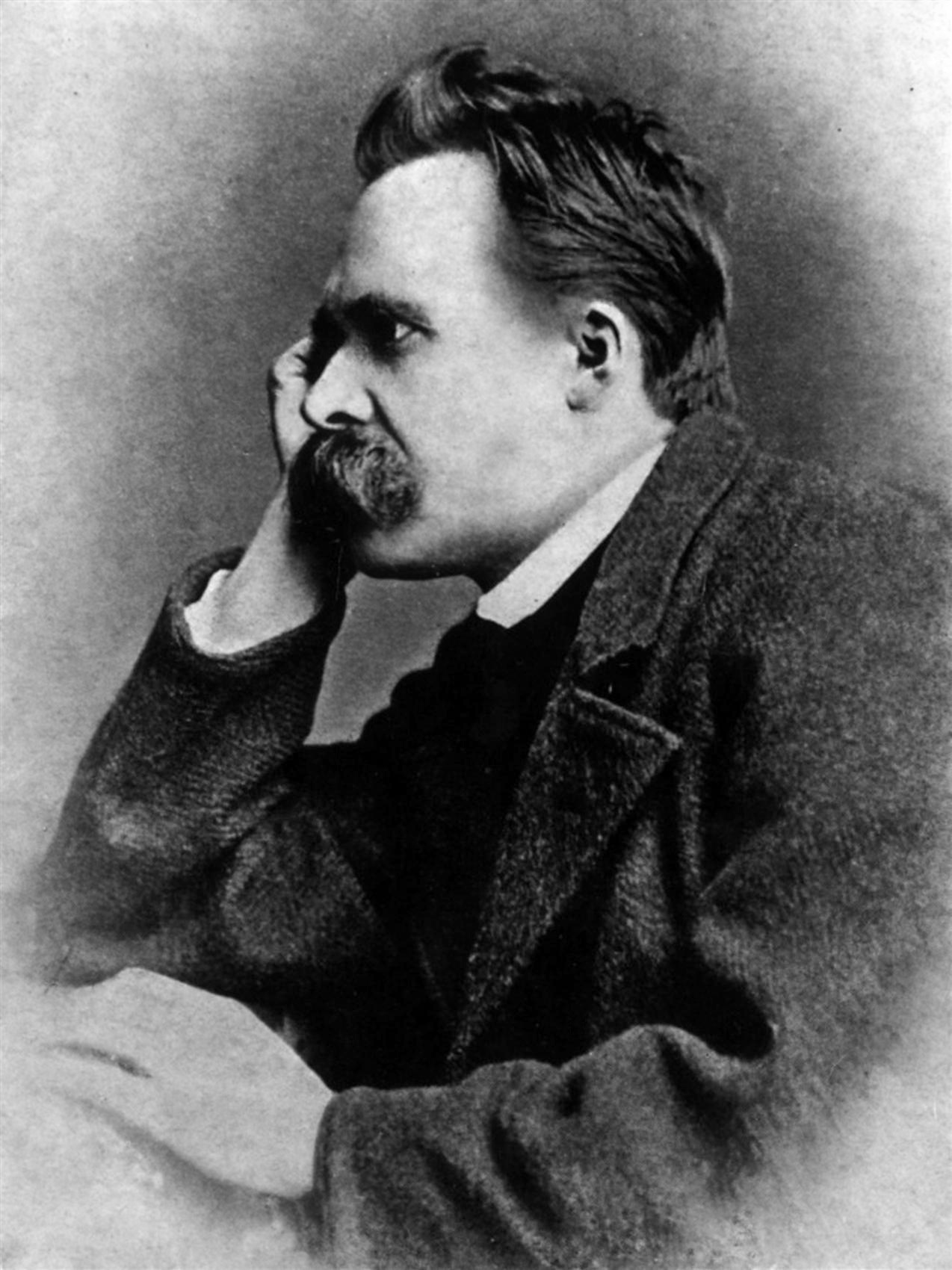
Friedrich Wilhelm Nietzsche

Ao longo de suas obras, Nietzsche escreve sobre possíveis grandes seres humanos ou "tipos superiores" que servem de exemplo de pessoas que seguiriam suas ideias filosóficas. Nietzsche chama esses seres humanos ideais por termos como "o filósofo do futuro", "o espírito livre", "o artista trágico" e "o Übermensch". Eles são frequentemente descritos por Nietzsche como sendo indivíduos altamente criativos, corajosos, poderosos e extremamente raros. Ele compara tais indivíduos com certas figuras históricas que foram muito raras e muitas vezes não foram consideradas gênios, como Napoleão, Goethe e Beethoven. Seu principal exemplo de cultura exemplar de gênio é a Grécia Arcaica.
Em Assim falou Zaratustra, Nietzsche postula o Übermenschⓘ (frequentemente traduzido como "além-homem" ou "super-homem") como uma meta que a humanidade pode definir para si mesma. Embora as interpretações do super-homem de Nietzsche variem muito, aqui estão algumas de suas citações de Assim falou Zaratustra:
Eu te ensino o Übermensch. O homem é algo que deve ser superado. O que você fez para vencê-lo? ... Todos os seres até agora criaram algo além de si mesmos; e você quer ser o refluxo deste grande dilúvio, e até mesmo voltar para as feras ao invés de vencer o homem? O que é o macaco para o homem? Um motivo de chacota ou constrangimento estabelecido. E o homem será isso para Übermensch: motivo de chacota ou embaraço doloroso. Você fez o seu caminho do verme ao homem, e muito em você ainda é verme. Antes vocês eram macacos, e mesmo agora, o homem é mais macaco do que qualquer outro... O Übermensch é o significado da terra. Deixe sua vontade dizer: o Übermensch será o significado da terra... O homem é uma corda, amarrada entre a besta e Übermensch—uma corda sobre um abismo... o que é grande no homem é que ele é uma ponte e não um fim...

### Amor fatie o eterno retorno

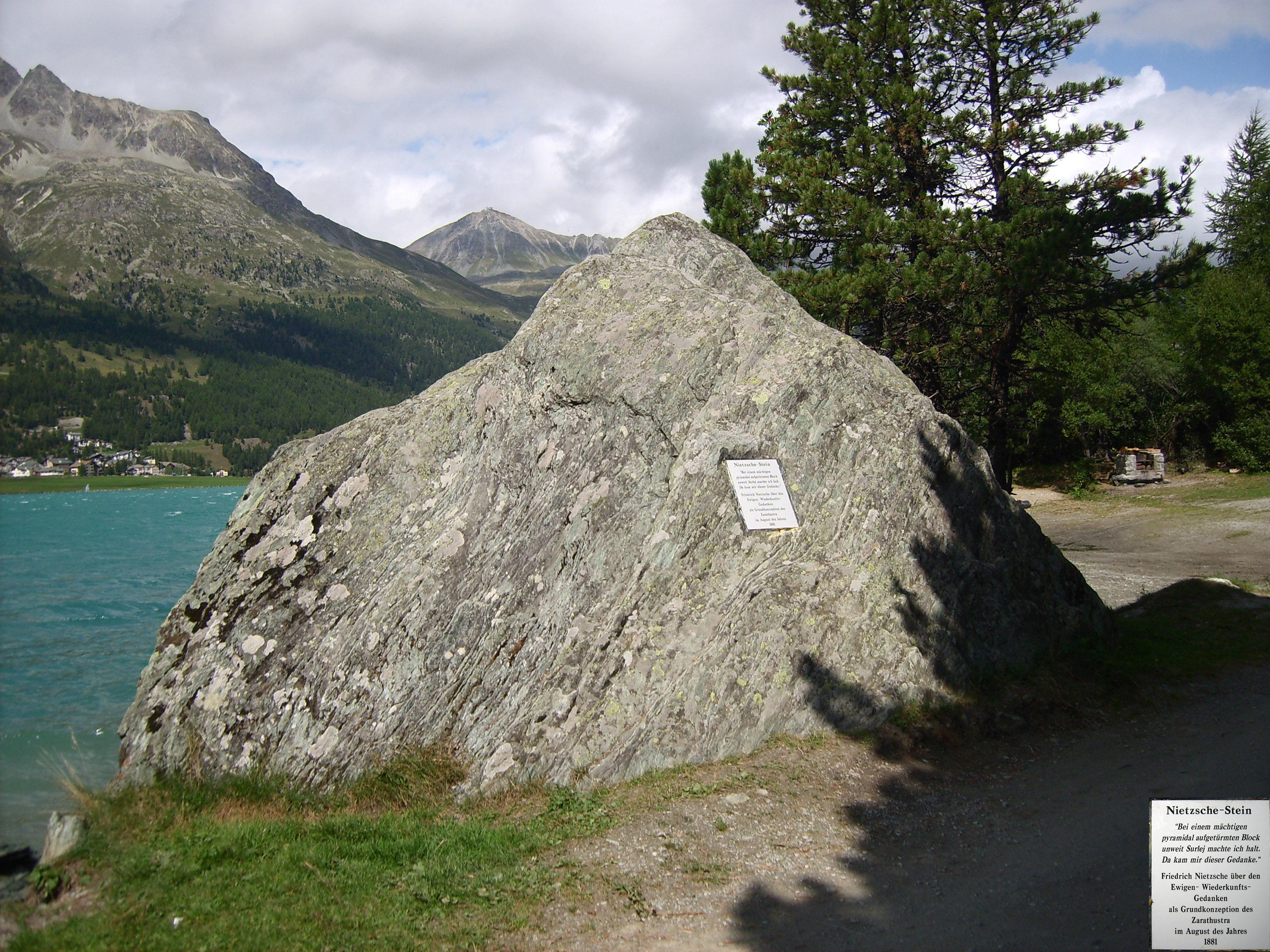
Rocha no Lago Silvaplana onde Nietzsche concebeu a ideia de um retorno eterno.

Nietzsche pode ter encontrado a ideia da recorrência eterna nas obras de Heinrich Heine, que especulou que um dia uma pessoa nasceria com os mesmos processos de pensamento que ela mesma, e que o mesmo se aplicaria a todos os outros indivíduos. Nietzsche expandiu esse pensamento para formar sua teoria, que ele expôs em A Gaia Ciência e desenvolveu em Assim falou Zaratustra. Schopenhauer influenciou diretamente esta teoria. Schopenhauer postulou que uma pessoa que afirma incondicionalmente a vida o faria mesmo se tudo o que aconteceu acontecesse repetidamente.
A visão de Nietzsche sobre o eterno retorno é semelhante à de Hume: "a ideia de que uma recorrência eterna de uma variação cega e sem sentido—um embaralhamento caótico e sem sentido de matéria e lei—inevitavelmente vomitaria mundos cuja evolução através do tempo produziria as histórias aparentemente significativas de nossas vidas. Essa ideia de recorrência eterna tornou-se a pedra angular de seu niilismo e, portanto, parte da base do que se tornou o existencialismo." Nietzsche ficou tão impressionado com esta ideia, que a princípio pensou ter descoberto uma nova prova científica da maior importância, referindo-se a ela como a "mais científica das hipóteses". Ele gradualmente se afastou dessa visão e, em trabalhos posteriores, referiu-se a ela como um experimento mental. "Nietzsche via seu argumento para a recorrência eterna como uma prova do absurdo ou da falta de sentido da vida, uma prova de que nenhum significado foi dado ao universo do alto."
O que aconteceria se um demônio se arrastasse atrás de você um dia ou uma noite, em sua solidão mais solitária, e dissesse: "Esta vida que você vive e viveu deve ser vivida novamente por você, e inúmeras vezes mais. E não haverá nada de novo nisso, mas cada dor e cada alegria e cada pensamento e cada suspiro—tudo indizivelmente pequeno e grande em sua vida - deve vir novamente para você, e na mesma sequência e série... A ampulheta eterna será transformada repetidamente—e você com ela, pó de poeira! " Você não se jogaria no chão e amaldiçoaria o demônio que falou assim com você? Ou você já experimentou um momento tremendo, em que lhe responderia: "Tu és um deus, e eu nunca ouvi nada mais divino!" [A Gaia Ciência (1882), pág. 341 (passagem traduzida em Danto 1965, p. 210).]

## O lugar de Nietzsche na teoria ética contemporânea
O trabalho de Nietzsche aborda a ética de várias perspectivas: metaética, ética normativa e ética descritiva.
No campo da metaética, pode-se talvez mais precisamente classificar Nietzsche como um cético moral; o que significa que ele afirma que todas as declarações éticas são falsas, porque qualquer tipo de correspondência entre declarações éticas e "fatos morais" permanece ilusório. (Isso faz parte de uma afirmação mais geral de que nenhum fato universalmente verdadeiro existe, aproximadamente porque nenhum deles mais do que "parece" corresponder à realidade). Em vez disso, as declarações éticas (como todas as declarações) permanecem meras "interpretações". No entanto, Nietzsche não afirma que todas as interpretações são equivalentes, uma vez que algumas testemunham um caráter "nobre", enquanto outras são o sintoma de uma forma de vida "decadente".
Às vezes, Nietzsche pode parecer ter opiniões muito definidas sobre o que considera moral ou imoral. Observe, entretanto, que se pode explicar as opiniões morais de Nietzsche sem atribuir a ele a reivindicação de sua verdade. Afinal, para Nietzsche, não precisamos desconsiderar uma afirmação apenas porque expressa algo falso. Pelo contrário, ele descreve a falsidade como essencial para a "vida". Ele menciona uma "mentira desonesta" (discutindo Wagner em O Caso de Wagner) em oposição a uma "honesta", recomendando ainda consultar Platão a respeito desta última, o que deve dar uma ideia das camadas de paradoxo em sua obra
Na junção entre a ética normativa e a ética descritiva, Nietzsche distingue entre "moralidade mestre" e "moralidade escrava". Ele reconhece que nem todo mundo mantém qualquer esquema de uma forma claramente delineada sem algum sincretismo, ele os apresenta em contraste um com o outro. Alguns dos contrastes entre a moralidade do mestre e do escravo incluem:
- interpretações "boas" e "ruins" vs. interpretações "boas" e "más"
- "aristocrático" vs. "parte do 'rebanho'"
- determina valores independentemente de fundações predeterminadas (natureza) vs. determina valores em fundações predeterminadas e não questionadas (Cristianismo).

Nietzsche elaborou essas ideias em seu livro Sobre a Genealogia da Moral, no qual também introduziu o conceito-chave de ressentimento como base para a moralidade do escravo. A avaliação primordialmente negativa de Nietzsche dos ensinamentos éticos e moralistas do Cristianismo resultou de suas considerações anteriores sobre as questões de Deus e da moralidade nas obras A Gaia Ciência e Assim falou Zaratustra. Essas considerações levaram Nietzsche à ideia de uma recorrência eterna. Nietzsche queria dizer principalmente que, para todos os efeitos práticos, seus contemporâneos viviam como se Deus estivesse morto, embora ainda não o tivessem reconhecido. Nietzsche acreditava que essa "morte" já havia começado a minar os fundamentos da moralidade e levaria ao relativismo moral e ao niilismo moral. Em resposta aos perigos dessas tendências, ele acreditava na reavaliação dos fundamentos da moralidade para entender melhor as origens e os motivos subjacentes a eles, de modo que os indivíduos pudessem decidir por si mesmos se consideravam um valor moral nascido de uma cultura desatualizada ou mal orientada imposição ou como algo que desejam considerar verdadeiro.

## Visões sociais e políticas
As ideias políticas de Nietzsche foram interpretadas de várias maneiras como radicalismo aristocrático, bonapartismo, proto-fascismo, anarquismo individualista, com alguns autores descrevendo-o como apolítico, antipolítico ou cético político. Walter Kaufmann apresentou a opinião de que o poderoso individualismo expresso em seus escritos seria desastroso se apresentado ao domínio público da política. Georges Bataille argumentou em 1937, na revista Acéphale, que os pensamentos de Nietzsche eram muito livres para serem instrumentalizados por qualquer movimento político. Em "Nietzsche e os fascistas", ele argumentou contra tal instrumentalização, pela esquerda ou pela direita, declarando que o objetivo de Nietzsche era contornar o curto espaço de tempo da política moderna, e suas mentiras e simplificações inerentes, para um maior intervalo de tempo histórico.
Muito do desprezo de Nietzsche pela política é direcionado à política democrática, parlamentar e partidária moderna. Ele contrastou essa política mundana e mesquinha com sua ideia de "grande política", e muitas vezes elogiou políticos individuais como Napoleão. Ele interpretou Napoleão como um gênio autocrático que ficou acima da moralidade convencional e tentou reviver o espírito aristocrático do Império Romano, do paganismo e da Renascença, e não como um líder revolucionário progressista como alguns de seus contemporâneos. Apesar de seu proclamado desprezo pela política diária e pela cultura de leitura de jornais, Nietzsche fez comentários sobre eventos políticos contemporâneos em suas cartas e notas. Ele estava profundamente perturbado com a Comuna de Paris, ele inicialmente apoiou Bismarck, mas ficou desapontado com suas políticas sociais posteriores e détente em relação aos socialistas e católicos, ele estava preocupado com a ascensão de Adolf Stöcker e após a morte do Imperador Frederico III ele ficou preocupado com o futuro da liberdade de expressão na Alemanha.
Nietzsche exaltou sociedades aristocráticas e elites militares, alegando que elas criam uma cultura de maior qualidade. Ele frequentemente associava classes nobres com antigos conquistadores bárbaros. Ele era contra a igualdade de direitos e defendia a escravidão, acreditando que ela era uma condição necessária para o sustento de uma classe alta que pudesse se dedicar a atividades mais sofisticadas e criativas. Ele acreditava na "ordem de classificação" e afirmava que é natural que algumas pessoas sejam senhores e outras escravas. Seus pensamentos eram geralmente voltados para a futura aristocracia, não tanto para a preservação da ordem monárquica existente, que ele via como exausta e coisa do passado. No entanto, muitas de suas reflexões sobre o assunto são assistemáticas e ele não deixou instruções específicas sobre como essa nova classe aristocrática deveria ser selecionada e elevada a cargos dominantes na sociedade. O termo "radicalismo aristocrático" foi usado pela primeira vez por Georg Brandes, ao qual Nietzsche respondeu:
| “ | A expressão Radicalismo aristocrático, que você emprega, é muito boa. É ... a coisa mais inteligente que já li sobre mim. Até que ponto esse modo de pensamento já me levou, até que ponto ainda me levará - quase tenho medo de imaginar. | ” |

No contexto de sua crítica à moralidade e ao cristianismo, expressa, entre outras obras, em sobre A Genealogia da Moral e em O Anticristo, Nietzsche costumava criticar os sentimentos humanitários, detestando como a piedade e o altruísmo eram meios para os "fracos" assumirem o poder O forte". À "ética da compaixão" (Mitleid, "sofrimento compartilhado") exposta por Schopenhauer, Nietzsche opôs uma "ética da amizade" ou da "alegria compartilhada" (Mitfreude).